# ГАЕС Шін-Такасегава
ГЕС-ГАЕС Шін-Такасегава (新高瀬川発電所) – гідроелектростанція в Японії на острові Хонсю. Знаходячись перед ГЕС Наканосава (42 МВт), становить верхній ступінь каскаду на Такасе, лівій притоці Саї, котра в свою чергу є лівою притокою Тікуми (верхня течії Сінано, яка  впадає до Японського моря у місті Ніїґата).
В межах проекту річку перекрили кам'яно-накидною греблю висотою 176 метрів, довжиною 362 метра та шириною по гребеню 14 метрів, яка потребувала 11,6 млн м3 матеріалу. Вона утримує водосховище з площею поверхні 1,78 км2, об’ємом 76,2 млн м3 (корисний об’єм 16,2 млн м3) та припустимим коливанням рівня між позначками 1268 та 1278 метрів НРМ.
Як нижній резервуар використовують водосховище наступної станції каскаду, створене за допомогою кам'яно-накидної греблі висотою 125 метрів, довжиною 340 метрів та шириною по гребеню 12 метрів, яка потребувала 7,4 млн м3 матеріалу. Вона утримує сховище з площею поверхні 0,72 км2 та об’ємом 32,5 млн м3 (корисний об’єм 16,2 млн м3), в якому припустиме коливання рівня між позначками 1020 та 1049 метрів НРМ.
Від верхнього резервуару до машинного залу по правобережжю прямує тунель довжиною 2,6 км з діаметром 8 метрів, який переходить у чотири напірні водоводи з діаметром 3,3 метра. З’єднання із нижнім резервуаром забезпечується за допомогою тунелю довжиною 0,6 км з діаметром 6,4 метр. В системі також працює вирівнювальний резервуар висотою 98 метрів з діаметром 15 метрів.
Споруджений у підземному виконанні машинний зал станції має розміри 165х27 метрів при висоті 55 метрів. Крім того, знадобилось окреме приміщення для трансформаторного обладнання розмірами 109х20 метрів при висоті 35 метрів.
На станції встановлено чотири оборотні турбіни типу Френсіс потужністю від 267 до 336 МВт у генераторному та 320 МВт у насосному режимах (номінальна потужність станції рахується як 1200 МВт), які використовують напір від 203 до 242 метрів та забезпечують пійдйом на висоту від 230 до 264 метрів.